# Francis Villanueva
Francis Villanueva – filipiński zapaśnik walczący w stylu wolnym. 
Zajął 26. miejsce na mistrzostwach świata w 2006. Dziewiąty na igrzyskach azjatyckich w 2002. Złoty medalista igrzysk Azji Południowo-Wschodniej w 2005 roku.